# Autostrada A660 (Franța)
Autostrada A660 este o ramificație a autostrăzii A63 cu o lungime de 21 km, situată în sud-vestul departamentului Gironde, în regiunea Nouvelle-Aquitaine, și deservește partea de sud a Bazinului Arcachon. Este administrată de DIR Atlantique și este complet gratuită.

## Istoric
- Între 1975 și 1979, este dat în folosință prima bandă de circulație a autostrăzii, sub denumirea B63.
- În 1983, autostrada este redenumită A66.
- În 1986, este pusă în funcțiune a doua bandă de circulație între A63 și Mios, precum și nodul rutier nr. 1 - Mios (care a fost denivelat cu această ocazie).
- În 1990, este dat în exploatare nodul rutier nr. 2 - Facture.
- În 1996, este deschisă a doua bandă de circulație între nodurile rutiere Mios și Facture. În același an, publicarea Declarației de Utilitate Publică (DUP)[n 1] pentru noua autostradă A66, care leagă Ariège de A61, determină schimbarea denumirii în A660.
- În 2001, este pusă în funcțiune a doua bandă de circulație între sensurile giratorii Césarée și La Hume, precum și nodul rutier nr. 3 - Facture-Le Teich.
- Între 2007 și 2008, ultimele porțiuni de după nodul rutier nr. 3 sunt lărgite la două benzi de circulație pe sens[1].
- În 2021, sunt date în exploatare nodurile rutiere nr. 4, nr. 5 și nr. 5b, iar autostrada este complet configurată la două benzi de circulație pe sens până la sensul giratoriu de la Bisserié[2].

## Traseu
| De la A63 până la La Hume; secțiune gratuită neconcesionată, administrată de DIR Atlantique.                                                             | |             |
| A63 E05 E70 | |             |
| Intersecție | Nod rutier între A63 și A660: Bordeaux; San Sebastián, Bayonne, Mont-de-Marsan. | A63 E05 E70 |
| A660 | |             |
| 1 - Lacanau-de-Mios | Orașe deservite: Biscarrosse, Mios, Mios-Lacanau-de-Mios, Jandarmerie. | RD216       |
| 2 - Facture | Orașe deservite: Lège-Cap-Ferret, Biganos, Mios, Centrul comercial Les Portes du Delta. | RD216       |
| | Pod peste Eyre. |             |
| | Pod peste linia de cale ferată Bordeaux-Saint-Jean - Irun. |             |
| 3 - Le Teich | Orașe deservite: Le Teich, Rezervație Ornitologică, Technoparc. | RD650E1     |
| 4 - Césarée | Orașe deservite: Gujan-Mestras-centru, Porturi, Centrul comercial Grand Large, Actipôle. | RD650E3     |
| 5 - La Hume | Orașe deservite: Sanguinet, Biscarrosse, Gujan-Mestras-La Hume, Parcuri de atracții. | RD650       |
| A660 | |             |
| De la La Hume până la sensul giratoriu de la Bisserié; secțiune gratuită neconcesionată, având statut de drum expres, administrată de DIR Atlantique.    | |             |
| RN250 | |             |
| | Pod peste Canal des Landes. |             |
| VC - Pôle de Santé Zone deservite: Pôle de Santé, Centru commercial (nod rutier parțial).                                                                | |             |
| RN250 | |             |
| Giratoire de Bisserié | La Teste-de-Buch-Cazaux, Zoo du Bassin, Hippodrome du Béquet, Plaine des sports et de loisirs Gilbert Moga, Maison des associations et des sports, P.A. du Pays de Buch, Parc des expositions, Centre hôtelier, Pépinière d'entreprises COBAS, Pôle de Santé. |             |
| De la sensul giratoriu de la Bisserié până la nodul rutier Dune du Pilat; secțiune gratuită neconcesionată cu 2×1 benzi, administrată de DIR Atlantique. | |             |
| RN250 | |             |
| | Pod peste linia de cale ferată La Teste - Cazaux-Lac. |             |
| Les Miquelots | La Teste-de-Buch, Cazaux, Porturi, Les Miquelots, CFA, Hippodrome du Bequet, Aérodrome Villemarie, Zoo. | RD112       |
| 8 - Dune du Pilat | Zone deservite: Plages océanes, Dune de Pilat. | RD259       |
| RD1250 | |             |